# Dilma Rousseff
Dilma Vana Rousseff (brasiliansk potugisisk:ˈdʒiwmɐ χuˈsɛf; født 14. december 1947) er en brasiliansk økonom og politiker, der var Brasiliens præsident fra 2011 til 2016. Hun var den første og hidtil eneste kvindelige præsident i Brasilien.
Hun blev valgt til præsident i 2010 og blev indsat i embedet den 1. januar 2011. Ved præsidentvalget den 26. oktober 2014 blev hun genvalgt med en kneben sejr over modkandidaten Aécio Neves og var præsident til hendes rigsretssag og afsættelse den 31. august 2016.
Ifølge en populær undersøgelse foretaget af Datafolha Institute i 2017 vurderede 32% af de 2 781 respondenter Lula's regering som den regering, der registrerede den mest korruption i Brasiliens historie. Bag ham kommer Dilma Rousseffs regering, ifølge 22% af vælgerens mening.

## Ungdomsårene
Dilma Rousseff er datter af den bulgarsk-brasilianske advokat og iværksætter Pedro Rousseff (oprindeligt Pétar Russév) og læreren Dilma Jane Silva. Hun voksede op i et øvre middelklassehjem i Belo Horizonte.
Rousseff har en universitetsgrad i økonomi fra Universidade Federal do Rio Grande do Sul. Som ung kvinde sluttede hun sig til de marxistiske geriljaer, der kæmpede mod det militære regime. På det tidspunkt var hun medlem af tre terrororganisationer: Colina (Comando de Libertação Nacional), VAR-Palmares (Vanguarda Armada Revolucionária-Palmares) og VPR (Vanguarda Popular Revolucionária). Disse tre grupper var ansvarlige for mordet på 16 mennesker mellem 1968 og 1972, primært militært personel. De begik også angreb og kidnapninger. Lederen af VAR-Palmares var Carlos Araújo, der skulle være hendes anden mand (Galeno, den første mand, deltog i kapring af et fly og gik i eksil i Cuba). Som medlem af Colina hjalp hun med at planlægge tre bankrøverier. I 1970-1972 blev hun fængslet, hvor hun blev tortureret i 22 dage.

## Fodnoter
1. ↑  "Folha Online - Brasil - Após participar de missa, Dilma afirma ser católica - 14/05/2010". .folha.uol.com.br. Arkiveret fra originalen 17. maj 2019. Hentet 2010-10-03.
2. ↑  Quass, Lisbeth (31. august 2016). "Brasiliens senat har stemt: Dilma Rousseff mister præsidentposten". DR.
3. ↑  https://www.bahianoticias.com.br/noticia/206571-pesquisa-aponta-que-governo-lula-foi-o-mais-corrupto-dilma-foi-a-que-mais-investigou.html Arkiveret 30. april 2017 hos  Wayback Machine Læs 5. oktober 2019.
4. 1 2 3  Cunha, Luiz Cláudio. https://istoe.com.br/15907_DILMA+ROUSSEFF/ Arkiveret 9. oktober 2018 hos  Wayback MachineISTOÉ. Læs 5. oktober 2019.
5. ↑  Azevedo, Reinaldo. https://veja.abril.com.br/blog/reinaldo/para-refrescar-a-memoria-da-candidata-dilma-rousseff/ Arkiveret 18. maj 2019 hos  Wayback Machine Revista Veja. Læs 5. oktober 2019.
6. ↑  Farah, Tatiana. https://oglobo.globo.com/mundo/wikileaks-eua-relatam-que-dilma-rousseff-roubou-bancos-cofre-de-adhemar-de-barros-na-ditadura-2912110 Arkiveret 30. november 2020 hos  Wayback Machine Revista Veja. Læs 5. oktober 2019.